# Museu de Blindados de Kubinka
O Museu de Blindados de Kubinka (em russo:  Центральный музей бронетанкового вооружения и техники, transl. Tsentral'nyy Muzey Bronetankovogo Vooruzheniya I Tekhniki; Museu Central de Armamentos e Equipamentos Blindados) é um grande museu militar em Kubinka, no Distrito de Odintsovsky, no Oblast de Moscou, na Rússia onde tanques e outros veículos blindados e suas informações relevantes são exibidos. O museu consiste em exposições permanentes ao ar livre e interiores de muitos tanques e veículos blindados famosos ao longo dos séculos XX e XXI (entre 1917 e os dias atuais).
Ele também abriga e exibe muitos veículos militares únicos, incomuns e raros, dos quais existem muito poucos exemplares restantes, como o tanque superpesado alemão Panzer VIII Maus, o tanque pesado Objecto 279 Kotin de Troyanov, o tanque de artilharia autopropulsada pesada Karl-Gerät e o destruidor de tanques Objeto 120 Su-152 "Taran", entre outros protótipos de produção única ou limitada da União Soviética e da Alemanha Nazista.

## Sobre

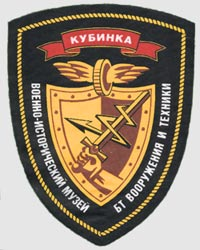
Insígnia de ombro do Museu de Blindados de Kubinka.

O Museu de Blindados de Kubinka está localizado em uma instalação de teste de blindados do Exército Vermelho historicamente "secreta". A maioria de suas exposições no museu foram derivadas da coleção de pesquisa do ainda em funcionamento. Teste de Blindados e Campo de Provas de Kubinka. A maioria dos tanques ocidentais da era da Guerra Fria (dos EUA ou da Europa Ocidental) eram troféus de guerra do Oriente Médio, África, Vietnã e América Latina, todos enviados para a instalação de testes de blindados em Kubinka para estudo e foco em quaisquer pontos fortes e fracos. Devido à sua história secreta, bem como à sua estreita relação com as forças armadas, o museu ainda hoje é composto inteiramente por militares russos. Como pertencente a uma unidade militar oficial, a equipe do museu usa uma insígnia especial na manga em seu uniforme.
Desde 2014, o museu faz parte do parque temático militar Patriota. Como resultado, quase todos os tanques foram movidos daquela instalação para o referido parque.

### Restrições de entrada e visitantes
A partir de 2017, o acesso ao museu está disponível para todos os visitantes. A taxa de entrada é de 300 a 500 rublos (US$ 4 a US$ 7), dependendo da parte específica do local, que é amplamente difundida. As visitas guiadas em inglês são mais caras, a partir de 4.500 rublos (US$ 60) para cada local. O acesso para crianças menores de seis anos é gratuito. A permissão para filmar e gravar vídeos de quaisquer veículos está incluída na taxa de entrada. Recomenda-se aos cidadãos estrangeiros que tenham uma cópia do passaporte para entrar no museu, bem como a versão original. Como ainda faz parte de uma base militar de Kubinka, armas e álcool são estritamente proibidos; nas entradas, a fiscalização é feita por seguranças com auxílio de detectores de metais.

### Exposições
O museu abriga uma grande variedade de tanques e veículos blindados desenvolvidos e usados ao longo do século XX pelos soviéticos, alemães e muitas outras nações. Cerca de 60% das exposições são veículos da era soviética, com a exibição mais recente sendo o Objeto 172, o protótipo do tanque principal T-72. Além disso, o único Panzer VIII Maus remanescente, um tanque britânico capturado Mark V da Primeira Guerra Mundial (usado pelas forças russas brancas durante a Guerra Civil Russa), o Panzer I Ausf. F sobrevivente (que é uma atualização do Panzer I), juntamente com vários veículos húngaros, poloneses, japoneses, sul-africanos, britânicos e americanos também estão em exibição.
Além disso, o museu também exibe os destroços do avião IL-2, artilharia antitanque, modelo cortado de um motor V-2-34 e outros itens diversos no museu.
|                                                    |                            |                                           |                                                                             |
| Panzer I Ausf. F no Museu de Blindados de Kubinka. | Motor V-2-34 em exposição. | O único Kugelpanzer conhecido em Kubinka. | Tanque pesado experimental "Obiekt 279" no pavilhão de exposições do museu. |

## Acesso
Localizado nos arredores de Moscou, Kubinka é facilmente acessível por trem suburbano da estação ferroviária de Belorussky, em Moscou. Até recentemente, a complexa rede de trens locais e a falta de materiais em inglês tornavam difícil pegar o trem certo sem o conhecimento do idioma russo. Desde 2016, o Museu de Blindados de Kubinka tem 2 locais separados, 12km2 cada. A partir de 2017, os visitantes podem pegar o ônibus – disponível durante as comemorações oficiais ou eventos especiais (por exemplo, Fórum do Exército ou Jogos Internacionais do Exército, mas não o Dia do Tanquista). Também podem ser utilizados táxis, com acompanhamento de serviços de micro-ônibus e auxílio de outras sinalizações. Sem conhecimento da língua russa, isso é bastante difícil de fazer. Como tal, recomenda-se a utilização dos serviços de um guia fluente em inglês.

## História da Segunda Guerra Mundial

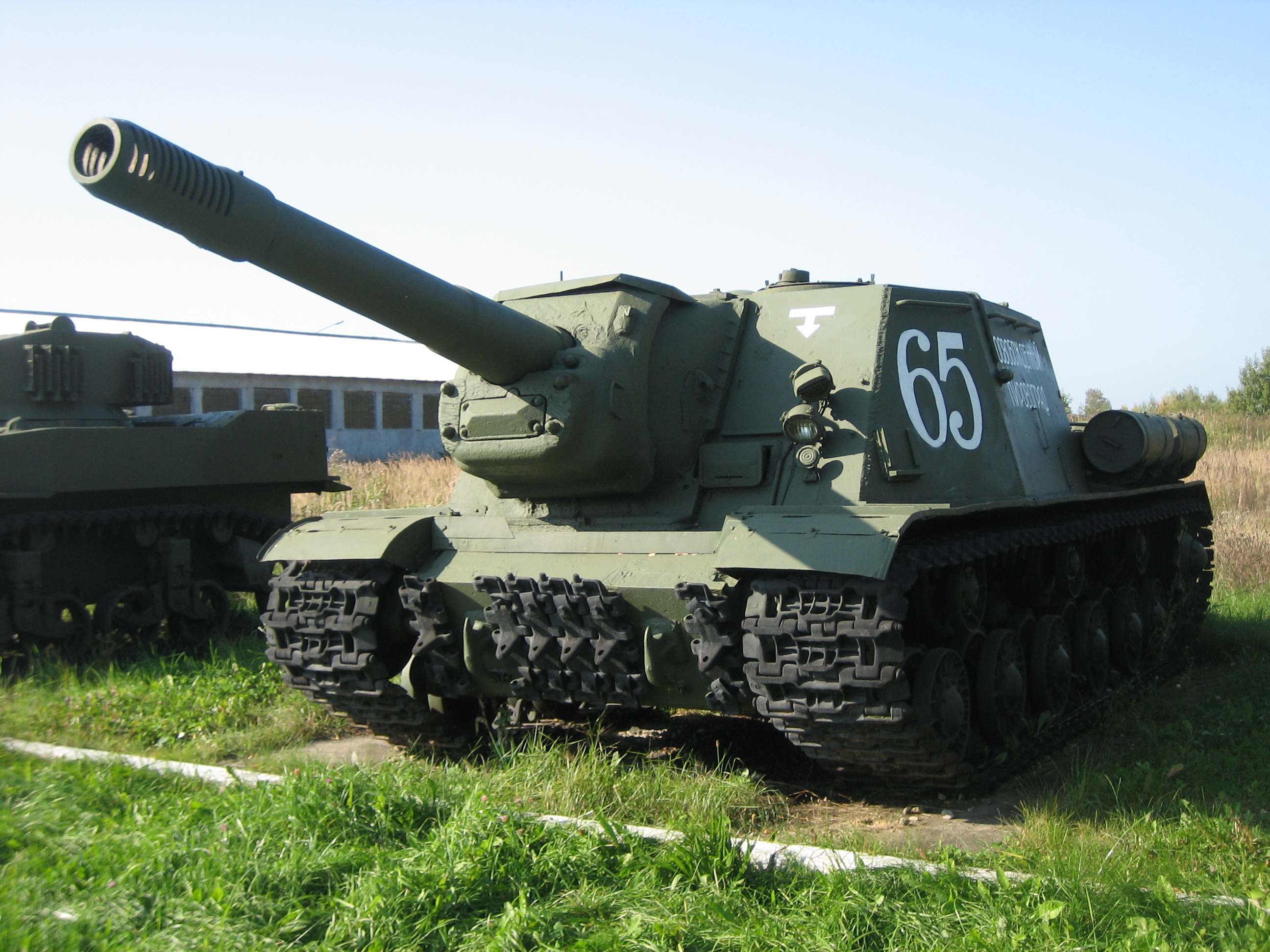
Peça de assalto ISU-152 número de torre 65 exposto no Museu de Kubinka.

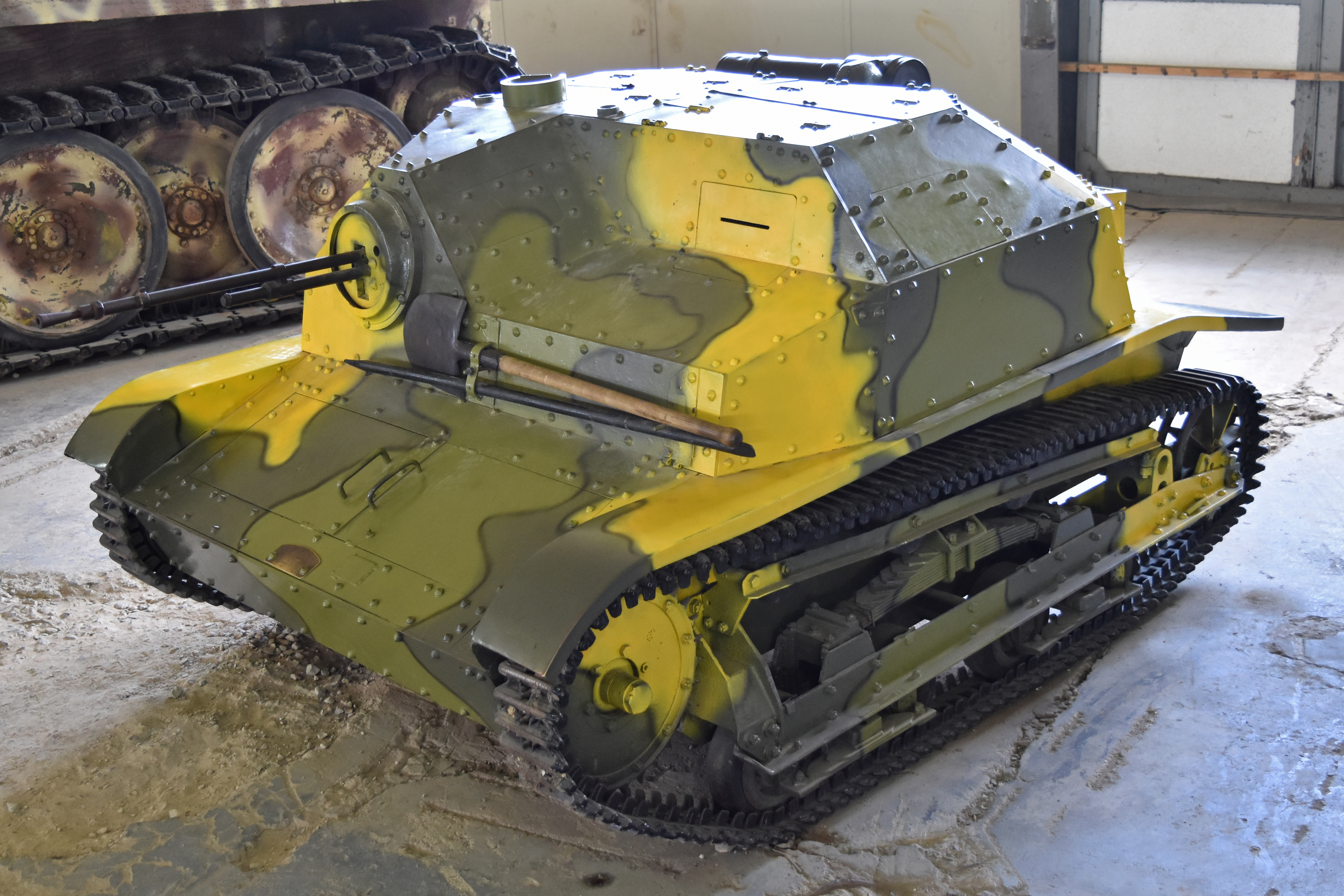
Tankette polonês TKS no Museu de Blindados de Kubinka.

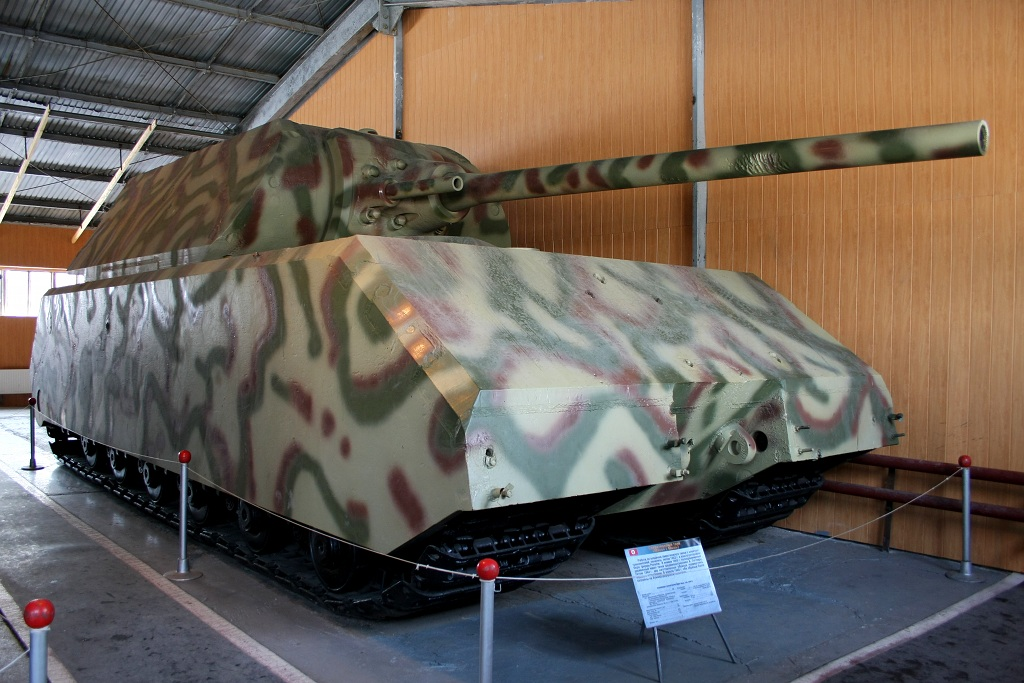
Panzer VIII Maus no Museu de Blindados de Kubinka.

Kubinka era um campo de testes de blindados e campo de provas ultra-secreto antes da Segunda Guerra Mundial. Todos os novos projetos dos escritórios russos de pesquisa e desenvolvimento, instalações e fábricas tiveram que ser testados primeiro aqui. Além disso, tanques alemães nazistas e veículos blindados de combate que foram capturados por tropas soviéticas ou doados pelos aliados ocidentais também foram testados em Kubinka.
Antes da Operação Barbarossa em junho de 1941, alguns tanques e veículos blindados alemães foram vendidos para a União Soviética e também foram testados em Kubinka. Alguns desses tanques incluíam o tanque leve Panzer I, o tanque leve Panzer II e o tanque médio Panzer III, todos cuidadosamente estudados e avaliados pela União Soviética. Depois de 1941, vários tanques e veículos blindados capturados da Alemanha Nazista (como o tanque médio Panzer IV, o caça-tanques Jagdpanzer IV, os canhões de assalto / caça-tanques Sturmgeschütz III e Sturmgeschütz IV, e o caça-tanques pesado Elefant, entre outros), incluindo meias-lagartas, foram avaliados aqui também. Veículos raros ou protótipos de blindados alemães e veículos de combate que caíram em mãos soviéticas também foram levados para Kubinka e testados antes de serem exibidos; tais veículos incluem um grande veículo de rolos de minas, um canhão autopropulsado antitanque de 88mm e, mais notavelmente, o tanque superpesado Panzer VIII Maus de 188 toneladas e o obuseiro autopropulsado superpesado Karl-Gerät de 60cm.
Alguns tanques pesados Tiger I capturados foram levados para os campos de testes e provas em Kubinka, em 1943, para serem submetidos a testes de tiro, a fim de avaliar seu nível e campo de proteção de blindagem, ou desenvolver armas que destruiriam o tanque. A partir dos testes, foi determinado que a arma mais eficaz contra a blindagem grossa do tanque era o canhão antiaéreo soviético 52-K Modelo 1939 de 85mm, que poderia penetrar na blindagem frontal do Tiger I (100mm de espessura) dentro do alcance de 1000 metros. Vários tanques pesados Tiger II também foram capturados pela União Soviética e foram levados para Kubinka para novas avaliações em 1944.
Em 1945, a União Soviética também testou tanques japoneses capturados que foram apreendidos após a rápida invasão soviética da Manchúria, Sacalina do Sul, Ilhas Curilas, norte da China e norte da Coreia. (Estes incluem o tanque leve Tipo 95 Ha-Go, o tanque leve Tipo 4 Ke-Nu, o tanque leve anfíbio Tipo 2 Ka-Mi (que tem todos os seus pontões e dispositivos de flutuação instalados) e o veículo guindaste Tipo 95 Ri-Ki (um veículo de engenharia de combate), entre outros tipos.)
Além dos tanques e veículos blindados capturados do Eixo, a URSS também testou vários blindados e veículos militares aliados ocidentais fornecidos a ela sob o programa de assistência militar Lend-Lease iniciado pelos Estados Unidos. Esses veículos incluem os americanos M3 Stuart, M3 Lee/Grant, M4 Sherman e também britânicos, como os tanques Matilda II, Churchill e Valentine.

## História da Guerra Fria

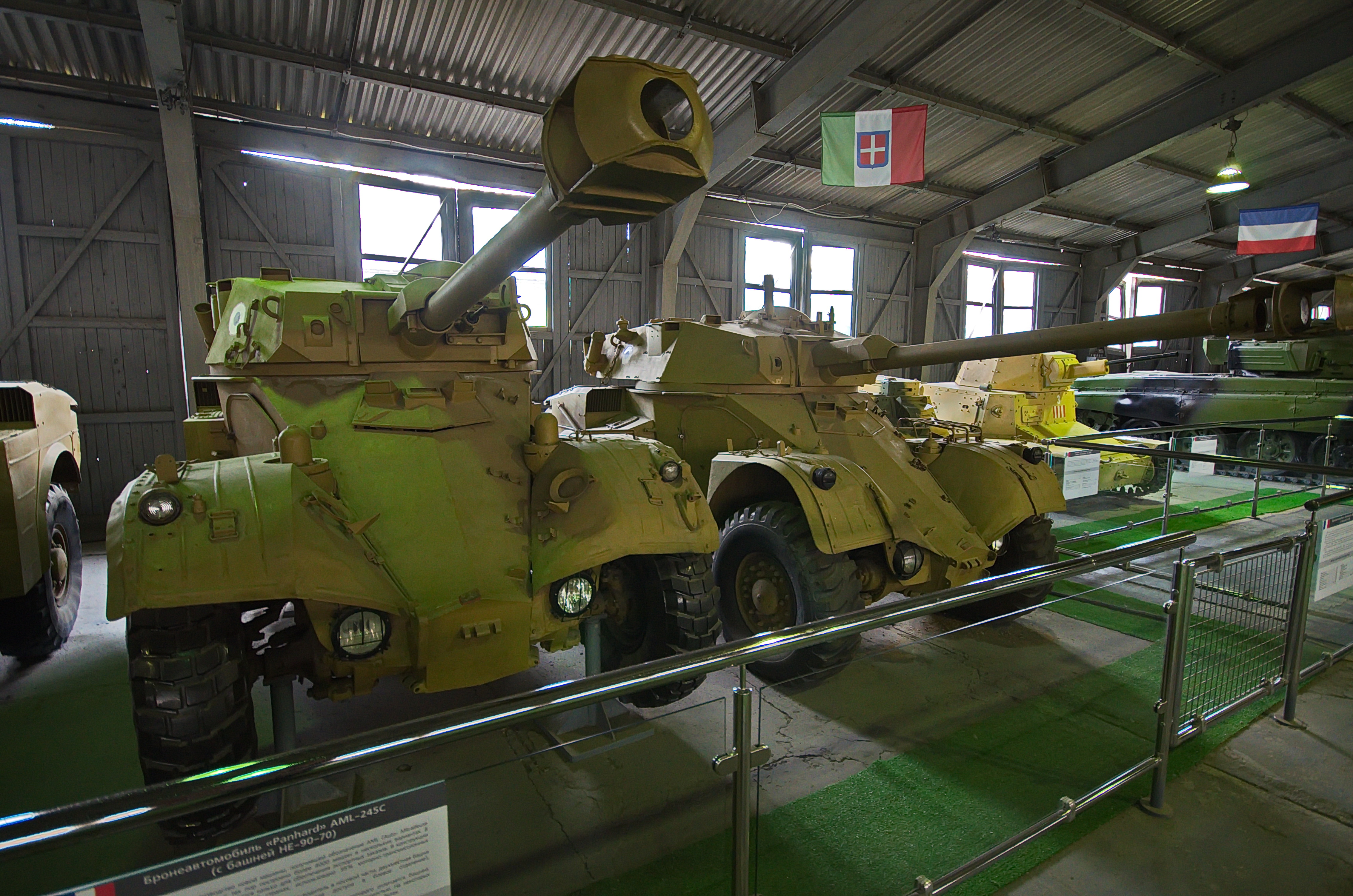
Dois carros blindados, um francês Panhard AML-90 (esquerda) e um sul-africano Eland-90 (direita) em exposição no Museu de Blindados de Kubinka.

A tecnologia de tanques soviéticos estava concentrada principalmente no Centro de Tecnologia da Força Kubinka, que forneceu uma série de avaliações técnicas e testes e informações relevantes para o sistema de defesa nacional para facilitar projetos de tanques potenciais ou futuros. Hoje, o Museu de Blindados de Kubinka exibe mais de 50 tanques e outros veículos blindados de combate adquiridos do exterior durante a Guerra Fria.
Alguns desses veículos são os seguintes:
- Um tanque leve M24 Chaffee dos exércitos coloniais franceses e participou da Primeira Guerra da Indochina entre 1946 e 1954. Durante a Batalha de Dien Bien Phu, o Viet Minh capturou pelo menos três M24 Chaffees franceses e enviou alguns deles para a União Soviética após a guerra. No entanto, a URSS recebeu pelo menos dois Chaffees pelos EUA antes do final da Segunda Guerra Mundial como parte do programa americano de Empréstimo-e-Arrendamento (Lend-Lease), que supostamente foram avaliados em Kubinka e ainda permanecem em exibição lá.
- Um tanque leve M41 Walker Bulldog foi enviado para o Centro de Tecnologia da Força Kubinka durante o início dos anos 1960 ou início dos anos 1970. A maioria das fontes afirma que foi um dos cinco capturados por Cuba em 1961 durante a invasão da Baía dos Porcos; no entanto, este M41 também pode ter sido um das várias centenas capturadas pelo Exército Popular do Vietnã (EPV) durante a Guerra do Vietnã e enviado para a URSS após a queda do Vietnã do Sul em 1975.
- Alguns tanques médios M48 Patton também estão em exibição lá. Alguns deles foram capturados por tropas sírias no Líbano durante a Guerra do Líbano de 1982, e posteriormente enviados à União Soviética para avaliação. Um dos tanques M48 Patton em exibição (anteriormente israelense) está equipado com blindagem ERA "Blazer" (blindagem reativa explosiva), enquanto outros foram capturados pelo EPV durante a Guerra do Vietnã.
- Um tanque de batalha principal M60 Patton também foi capturado pela Síria de Israel em 1982 e doado à União Soviética, que passou a analisar os mais recentes tipos de munição e armamento no tanque. Os poucos outros tanques M60 Patton no museu foram capturados pelo Egito (também de Israel) na Guerra do Yom Kippur de 1973 e pelo Iraque na década de 1980 (que capturou os deles do Irã durante a Guerra Irã-Iraque) e inspecionados por oficiais militares soviéticos. Um M60 Patton da Força de Defesa de Israel (FDI) foi capturado em 1973 no Sinai pelo exército egípcio e foi levado para a União Soviética após algumas negociações com o governo egípcio. Um dos primeiros M60 Pattons que caiu nas mãos da URSS durante a Guerra Fria veio do Irã, de onde um oficial do exército descontente teria desertado para a URSS no veículo roubado.
- Os ex-tanques médios americanos M26 Pershing e M46 Patton, que foram capturados pelo Exército Voluntário Popular Chinês (EVP) durante a Guerra da Coréia, também estão em exibição e foram enviados para testes e avaliações no Centro de Tecnologia da Força Kubinka após o término da guerra em 1953. Um desses tanques ainda pode ser visto no museu.
- Vários veículos blindados de transporte de pessoal M113 foram capturados pelo Vietnã do Norte durante a Guerra do Vietnã e também foram enviados ao Centro de Tecnologia da Força Kubinka para estudos e avaliações cuidadosos. Outros transportes blindados M113 podem ter sido adquiridos da Somália (que, antes da década de 1970, era um aliado da URSS).
- Vários tanques principais Centurion britânicos são exibidos no museu. Um Centurion Mk.III do Exército Britânico foi capturado durante a Guerra da Coréia (provavelmente pelas forças chinesas do EVP) e enviado para a URSS. Foi teorizado que pelo menos um Olifant Mk1A sul-africano, uma variante do Centurion Mk. V, também foi transferido para Kubinka após ser capturado por tropas angolanas e cubanas durante a Operação Packer na Guerra Civil Angolana/Guerra de Fronteira Sul-Africana. Centurions israelenses capturados pelo Egito durante a Guerra do Yom Kippur também foram enviados e avaliados em Kubinka.
- Um tanque pesado Conqueror britânico também está em exibição no museu. Este tanque foi doado ao Museu de Blindados de Kubinka pelo Imperial War Museum (IWM) no Reino Unido para a União Soviética, em troca de um tanque pesado soviético IS-2, em 1988 (a troca foi supostamente realizada na então cidade dividida de Berlim).
- Um tanque principal Chieftain Mk.5 do Exército Iraniano e um tanque leve FV101 Scorpion foram enviados para a União Soviética pelo Iraque durante a Guerra Irã-Iraque.
- Um tanque médio IDF M51 Super Sherman foi capturado pelo Egito ou pela Síria e foi enviado para a União Soviética e está em exibição no museu.
- Um tanque leve francês AMX-13/75 que foi recebido da Argélia após a Guerra da Argélia durante as décadas de 1950 e 1960.
- Dois veículos blindados de reconhecimento Panhard AML franceses e seu homólogo sul-africano, um Eland.
- Um protótipo de tanque de batalha anfíbio sueco Stridsvagn 103 (S-Tank) também está em exibição no museu, uma das mais de duas dúzias doadas pelo governo sueco para museus de todo o mundo depois que o Strv 103 foi oficialmente retirado do serviço militar sueco em 1996.

### Museus de tanques
- Museu de Blindados de Saumur – França
- The Tank Museum – Reino Unido
- Museu de Yad La-Shiryon – Israel
- Museu de Tanques de Parola – Finlândia
- Museu Militar Lešany – República Tcheca
- Museu Alemão de Blindados de Munster - Alemanha
- Museu Militar, Belgrado – Sérvia
- Museu do Regimento de Ontário – Oshawa, Ontário
- Museu da Guerra Canadense – Ottawa, Ontário
- Museu Militar da Base Borden - Canadá
- Museu da Cavalaria Holandesa - Amersfoort, Holanda
- Museu Nacional Militair – Soesterberg, Holanda
- Museu Real de Tanques – Jordânia
- Museu do Patrimônio Americano – Estados Unidos
- Museu de Veículos de Defesa Arsenalen - Suécia
- Museu de Tanque e Cavalaria, Ahmednagar - Índia